# 尤权
尤权（1954年1月23日—），河北卢龙人，生于北京，中国共产黨、中华人民共和国政治人物，副国级领导人。中国人民大学国民经济管理系硕士研究生。曾任国务院副秘书长，国家电力监管委员会主席，国务院常务副秘书长（正部长级）、中共中央统战部部长；中共第十七届中央委员会候补委员，第十八、十九届中央委员，第十九届中央书记处书记等职。

## 生平
1973年3月加入中国共产党，1969年9月参加工作。1987年在中国人民大学获得硕士学位并留校任教；后进入国家计委、国务院办公厅，从事宏观经济学政策研究工作。2001年起，担任国务院副秘书长，分管金融相关工作，协助时任国务院副总理、中央金融工委书记的温家宝；2003年3月后，主要协助中央政治局常委兼副总理黄菊工作，同时兼任国家电力电信民航体制改革领导小组副组长，协调有关电信、能源、交通、工业等领域事务。2007年初，调往国家电力监管委员会，任主席、党组书记。
在执掌电监会期间，全国电力系统正是解决“厂网分开”遗留问题的关键时期；在尤权的主导下，国家电监会进行了多个改革项目的落实工作，并着手处理“一厂多制”、“空壳电厂”等电改遗留问题。在2008年年初的抗冰保电期间，尤权多次赶赴湖南、贵州等受灾严重的地区协调指导救灾工作。
2008年4月，尤权被调回国务院，任常务副秘书长、国务院机关党组副书记（正部长级），在协助中共中央政治局常委、国务院副总理李克强工作的同时，全面负责国务院办公厅日常工作。2011年陪同李克強副總理到訪香港。
2012年12月19日，李克强晋升总理前夕，尤权被中共中央任命为中共福建省委书记。2013年2月1日，當選省人大常委會主任。
2017年10月25日，尤权在中共十九届一中全会上当选中共中央书记处书记，成为党和国家领导人。同年10月28日卸任中共福建省委书记。11月7日，担任中共中央统战部部长。2018年2月24日，当选为第十三届全国人大代表。2021年1月15日，美国国务院和美国财政部将尤权纳入制裁名单，称他是中央港澳工作领导小组副组长，参与了港版国安法的制定。。
2022年10月23日，68岁的尤权在中共二十届一中全会后卸任中共中央书记处书记，并在四天后卸任中共中央统战部部长一职退休。2024年12月11日国际人权日，加拿大外交部宣布，对参与侵犯人权的尤权在內的8名前任和现任中国官员实施制裁，受制裁者资产被冻结，加拿大境内个人和境外的加拿大人被禁止与制裁者进行任何财产相关活动。